# Рууд, Зигмунд
Зигмунд Рууд (норв. Birger Ruud, 30 декабря 1907, Конгсберг, Норвегия — 7 апреля 1994, Осло) — норвежский прыгун с трамплина, чемпион мира, призёр Олимпийских игр.

## Карьера
Зигмунд Рууд родился в конце 1907 года в спортивной семье. Он был старшим сыном Сигурда Рууда, а его младшие братья — Биргер и Асбьёрн становились чемпионами мира, а Биргер дважды становился олимпийским чемпионом.
После Первой мировой войны Зигмунд вместе с первым олимпийским чемпионом по прыжкам на лыжах Якобом Туллином Тамсом разработал новую технику прыжков с трамплина, получившую название «парашютирующий стиль» или «конгсбергская техника» по названию родного города семейства Рууд. Спортсмены, выполнявшие прыжки этим стилем взлетали вверх, вращая руками, а потом наклоняли корпус вперёд, используя опору на воздушную подушку под лыжами. До 1950-х годов этот стиль был основным среди прыгунов, но потом был вытеснен аэродинамическим стилем, который предложили финские спортсмены.
На Олимпиаде 1928 года в Санкт-Морице Рууд в упорной борьбе с соотечественником Альфом Андерсеном завоевал серебряную медаль. Год спустя в польском Закопане стал чемпионом мира по прыжкам, а на домашнем чемпионате мира 1930 года стал бронзовым призёром.
На Олимпиаде 1932 года Зигмунд выступал вместе со средним братом Биргером, который и стал олимпийским чемпионом. Однако Зигмунд занял лишь седьмое место, к тому же его выступления сильно осложнил приступ аппендицита.
На последних предвоенных Играх в Гармиш-Партенкирхене Рууд-старший выступал в горнолыжном спорте, но не смог завершить соревнования в комбинации.
После Второй мировой войны Зигмунд Рууд был руководителем прыжкового отдела FIS (в 1946–1955 и потом в 1959–1967 годах). В 1949 году последнем из братьев Рууд получил Холменколленскую медаль.
Скончался в 1994 году в возрасте 86 лет.